# Laura Agea
Laura Agea, née le 17 février 1978 à Narni, est une femme politique italienne, membre du Mouvement 5 étoiles (M5S).

## Biographie
Laura Agea est élue député européen le 25 mai 2014.